# Реза Хосейни Насаб
Реза Хосейни Насаб ,  (официален адрес: Велик аятолах)  (Персийски: سيد رضا حسيني نسب) (роден през 1960 г.) е ирански шиитски дванайсетен имам, който живее в Канада. Той е лидер и имам на ислямски център в Хамбург, Германия, а от 2003 г. служи като лидер на шиитско общество в Канада.

## Публикации
Автор е на около 215 публикации по ислямска теология, шиитска визия, философия, история и логика.

## Организации
Аятолах Хосейни Насаб основава повече от 20 ислямски организации в Канада, Германия и Швейцария..